# Amphihalin
Amphihalin se dit d'une espèce migrant entre le milieu marin et un milieu dulçaquicole.
Le passage d'une eau salée à une eau douce (et inversement pour certaines espèces, plusieurs fois dans leur vie) requiert des adaptations particulières, certaines espèces migrant annuellement quand d'autres suivent leur cycle de vie avec alors des changements morphologiques et métaboliques définitifs.
- les espèces anadromes se reproduisent dans les fleuves, rivières ou ruisseaux, et repartent à la mer pour y grandir (ex. :  saumons, aloses, truite de mer, lamproies) ;
- les espèces catadromes, inversement se reproduisent en mer et grandissent en eau douce (ex. : anguille, flet, mulet porc).

## Vulnérabilité, menaces
L'ensemble du cycle biologique des espèces amphihalines est exposé à des pressions anthropiques. 
Le passage obligé par un estuaire et le cours d'eau rend ces espèces très vulnérables à la surpêche, au braconnage, à la fragmentation écologique des cours d'eau, à la pollution lumineuse qui peut perturber leurs cycles hormonaux, à la pollution marine et à la pollution de l'eau douce et au réchauffement de l'eau ou aux assecs de cours d'eau qui pourraient être plus fréquents dans le contexte du réchauffement climatique.
Toutes les espèces amphihalines, autrefois très abondantes sont menacées et souvent ont déjà disparu d'une grande partie de leur aire naturelle de répartition.

## Exemples de migrations
- la migration des saumons
- la migration des anguilles
- la migration des esturgeons